# Myteriet på Bounty
För andra betydelser, se Myteriet på Bounty (olika betydelser).

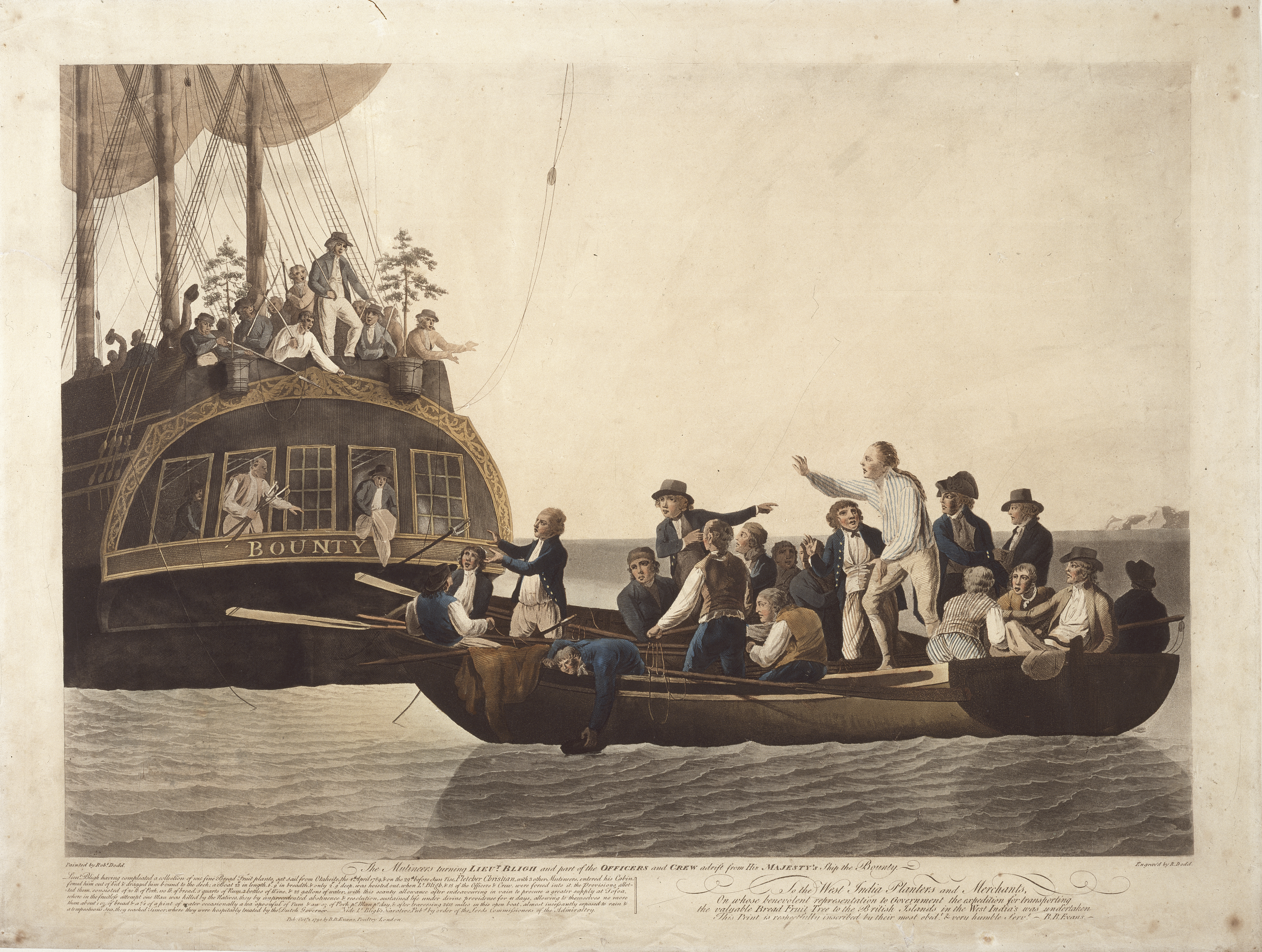
Myteristerna tvingar kapten Bligh och några av officerarna ut till sjöss i en dinge från, den 28 april 1789. Av Robert Dodd.

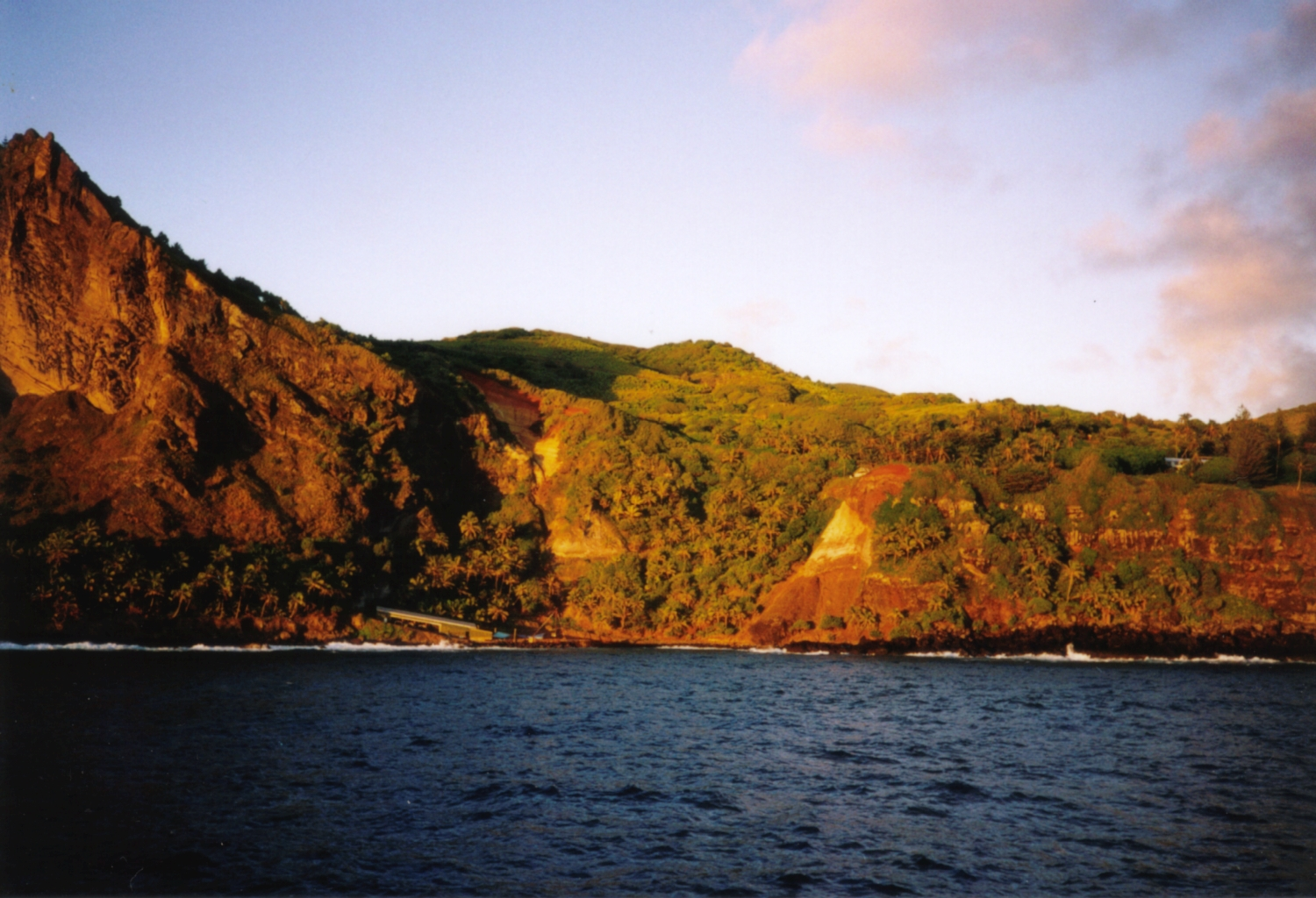
Bounty Bay på Pitcairn, där HMS Bounty brändes 23 januari 1790

Myteriet på Bounty var en händelse som utspelade sig ombord på Royal Navy-skeppet HMS Bounty den 28 april 1789 och har återskapats i flera böcker, filmer och sånger. Myteriet leddes av Fletcher Christian mot kaptenen William Bligh.

## Händelsen
HMS Bounty var ett brittiskt fartyg som 1787 avseglade från England till Tahiti, för att där samla in plantor från brödfruktträdet som skulle fraktas till Antillerna. På vägen tillbaka inträffade det kända myteriet (28 april 1789). Kapten Bligh lyckades så småningom ta sig till Timor. Några i det upproriska manskapet slog sig ned på den obebodda ön Pitcairn, som de koloniserade. De som stannade på Tahiti fångades sedan och ställdes inför krigsrätt i London.

## Besättning

### Befäl
- William Bligh, kapten
- John Fryer, överstyrman
- Fletcher Christian, understyrman
- James Morrison, underskeppare
- Joseph Coleman, rustmästare
- John Samuel, skrivare
- John Mills, underkonstapel

### Kadetter
- Peter Heywood
- George Stewart
- Edward Young
- Robert Tinkler
- Thomas Hayward
- John Hallet
- Thomas Ledward, doktor
- David Nelson, botanist
- William Peckover, överkonstapel
- William Purcell, övertimmerman
- Charles Churchill, väbel
- William Elphinstone, underväbel
- William Cole, överskeppare
- John Norton, vaktstyrman
- William Brown, trädgårdsmästare
- Charles Norman, undertimmerman
- Thomas MacIntosh, undertimmerman

### Matroser
- John Adams (Alexander Smith)
- William McCoy
- Matthew Quintal
- Thomas Ellison
- Isaac Martin
- Thomas Burkitt
- Matthew Thompson
- John Williams
- Richard Skinner
- Henry Hillbrandt
- John Sumner
- John Millward
- William Muspratt
- Michael Byrne, musiker
- John Smith, kock

## I populärkulturen
Flera böcker har skrivits om händelsen, däribland Charles Nordhoff och James Norman Halls roman Myteriet på Bounty från 1932.
Det har även gjorts ett flertal filmatiseringar, den första redan 1916, som dock gått förlorad. Den andra är den australiensiska filmen In the Wake of the Bounty från 1933, där en ung Errol Flynn gör sin filmdebut i rollen som Christian. Denna film överskuggades dock av MGM:s version från 1935, Myteri, baserad på Nordhoff och Halls roman samt med Charles Laughton och Clark Gable i huvudrollerna som Bligh respektive Christian. 1962 kom Myteriet på Bounty, med Trevor Howard och Marlon Brando och 1984 Bounty med Anthony Hopkins och Mel Gibson.